# Parc Municipal d'Orriols

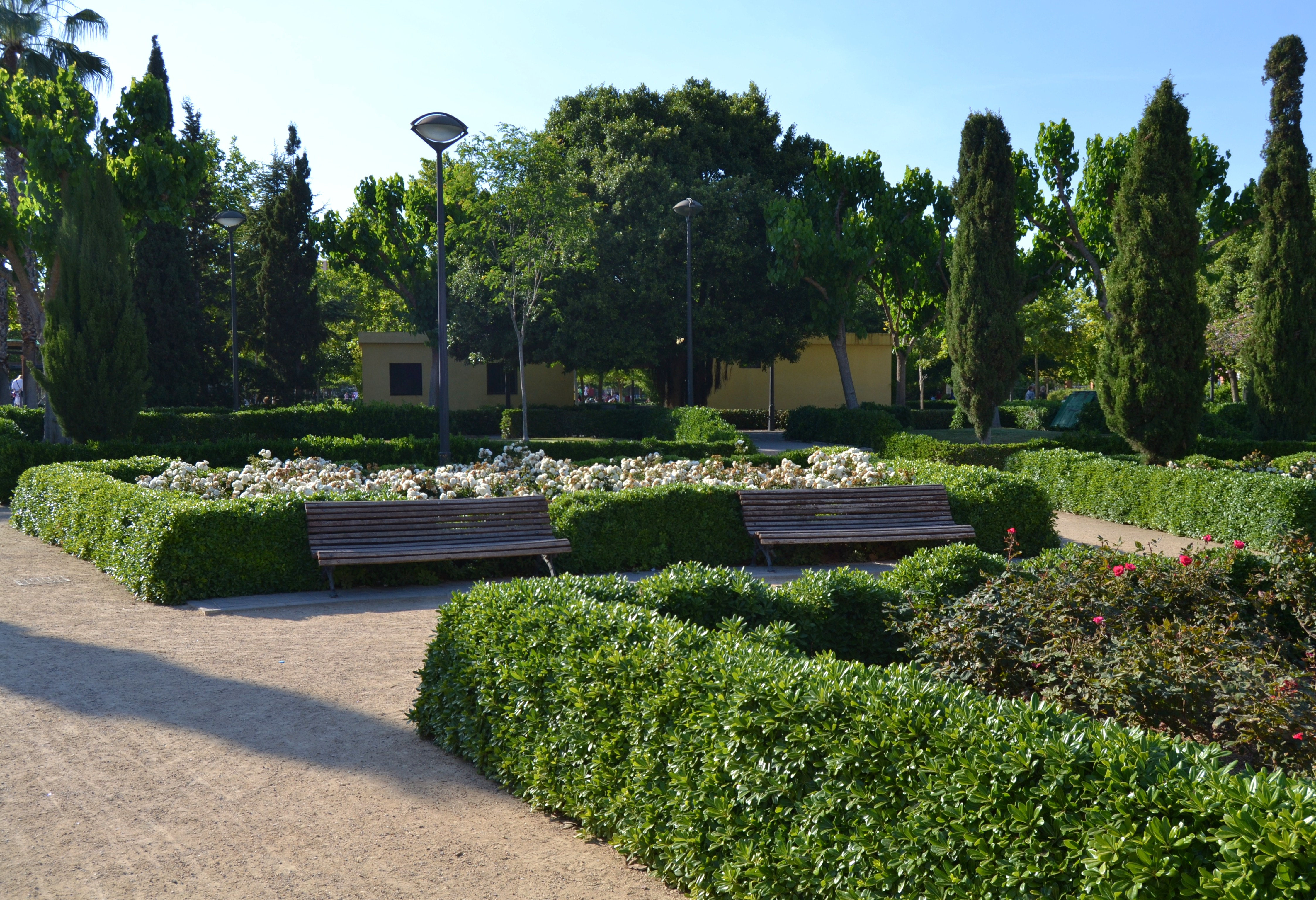
Parc Municipal d'Orriols

El Parc Municipal d'Orriols o jardí d'Orriols és un parc públic de València situat al nord de la ciutat, al barri d'Orriols i a prop del de Sant Llorenç. Pren forma d'una L invertida. Es troba al costat de l'estadi Ciutat de València i a prop del carrer d'Alfauir. És servit per la línia 6 del tramvia que para a l'estació de l'Estadi del Llevant. L'envolten el carrer de Santiago Rusiñol al nord, el carrer de la Beata Genoveva Torres a l'est, el carrer de Sant Vicent de Paül a l'oest i el carrer de l'Arquitecte Tolsà al sud.
El parc d'unes 3,2 hectàrees fou inaugurat el 2000.